# 皮斯基 (科澤利希納區)
49°18′11″N 33°40′19″E / 49.30306°N 33.67194°E
皮斯基（烏克蘭語：Піски），是烏克蘭中部的村莊，隸屬波爾塔瓦州的克雷門丘克區。該村距離上馬努伊利夫卡和克尼什夫卡4公里，處於普肖爾河左岸，海拔高度81米，2001年人口489。